# Jerry Angana
Jerry Jandog Angana (ur. 11 stycznia 1982) – filipiński zapaśnik walczący w stylu wolnym. 
Brązowy medalista igrzysk Azji Południowo-Wschodniej w 2009. Zajął piętnaste miejsce na igrzyskach azjatyckich w 2006 i szesnaste w 2010 roku.